# Навобод (Восейський район)
Навобо́д (тадж. Навобод) — село у складі Хатлонської області Таджикистану. Входить до складу Туґарацького джамоату Восейського району.
Назва села означає «нещодавно благоустроєний».
Населення — 3795 (2010; 3767 в 2009).
Через село проходить автошлях Р-23 Ґулістон-Кулоб та залізниця Кургонтеппа-Кулоб.